# Manning-Massiv
Das Manning-Massiv ein großes und 1023 m hohes Massiv im ostantarktischen Mac-Robertson-Land. Im östlichen Teil der Aramis Range der Prince Charles Mountains ragt es zwischen dem Loewe- und dem McLeod-Massiv auf.
Vermessungen und Luftaufnahmen der Australian National Antarctic Research Expeditions (ANARE) dienten seiner Kartierung. Wissenschaftler dieser Forschungsreihe besuchten das Massiv erstmals im Jahr 1969. Das Antarctic Names Committee of Australia (ANCA) benannte es nach John Manning (* 1937), der 1969, 1970 und 1972 ANARE-Mannschaften zur Vermessung der Prince Charles Mountains geleitet hatte.